# Bacidiopsora
Bacidiopsora is een geslacht van korstmossen behorend tot de familie Ramalinaceae. De typesoort is Bacidiopsora squamulosula.

## Soorten
Volgens Index Fungorum bevat het geslacht zes soorten (peildatum februari 2023):
| Soortnaam                  | Auteur(s)       | Publicatiejaar |
| -------------------------- | --------------- | -------------- |
| Bacidiopsora microphyllina | Kalb            | 2004           |
| Bacidiopsora orizabana     | (Vain.) Kalb    | 2004           |
| Bacidiopsora psorina       | (Nyl.) Kalb     | 2004           |
| Bacidiopsora silvicola     | (Malme) Kalb    | 2004           |
| Bacidiopsora squamulosula  | (Nyl.) Kalb     | 1988           |
| Bacidiopsora tenuisecta    | (Vain.) Aptroot | 2002           |